# Slíďák hajní
Slíďák hajní (Pardosa lugubris) je pavouk z čeledi slíďákovití (Lycosidae), žijící i na území České republiky.

## Popis
Délka těla činí 5 až 7 (10) mm, z toho hlavohruď samců měří 2,5 mm, hlavohruď samic 2,5–3,5 mm. Zbarvení se v závislosti na pohlaví různí. Samice mají tmavě hnědou hlavohruď, již zdobí centrální bělavý pruh a bělavé lemování. Zadeček je oválný, zbarvením červenohnědý, s nevýraznou skvrnitou kresbou. Samci mají kontrastnější vzor, vyznačují se černými stranami hlavohrudi a světle šedým zadečkem. Kráčivé končetiny samců jsou delší, mají světlé zbarvení s nezřetelným kroužkovaným vzorem, stehna (femury) jsou nicméně tmavá. Samice mají kráčivé končetiny hnědé a zdobené tmavými kroužky.

### Systematika
Slíďáci Pardosa lugubris ve skutečnosti představují druhový komplex, jehož zástupci jsou na základě pouhého vzhledu jen velmi těžko determinovatelní – zvláště pak v případě samic. Rozmnožování těchto slíďáků je totiž spojeno s ritualizovaným samčím chováním, během něhož samicím předvádějí specifické pohybové kreace za pomoci makadel. Tyto namlouvací rituály jsou druhově specifické a představují účinnou ekologickou reprodukční bariéru. Identifikováno na základě nich bylo alespoň šest blízce příbuzných kryptických druhů:
- Pardosa lugubris (Walckenaer, 1802) – severní a střední Evropa;
- Pardosa alacris (C. L. Koch, 1833) – různé lokality napříč Evropou;
- Pardosa saltans Töpfer-Hofmann 2000 – severní, střední a jihozápadní Evropa;
- Pardosa baehrorum Kronestedt, 1999 – střední Evropa;
- Pardosa pertinax von Helversen 2000 – Řecko;
- Pardosa caucasica Ovtsharenko, 1979 – Kavkaz.

## Chování
Slíďák hajní je druhem světlých listnatých lesů, zejména doubrav a dubohabřin, ale objevuje se i v jiných stanovištích, vč. lesních okrajů, mýtin, lesostepí, luk či parků. Žije od nížin až po horské lesy a jde o aktivního pozemního predátora. Doba rozmnožování připadá na konec dubna. Samice si buduje kokon, o nějž aktivně pečuje: nosí jej připředený ke snovacím bradavkám a vystavuje jej slunečním paprskům. Určitou dobu následně přenáší i svá čerstvě vylíhnutá mláďata, jichž bývá asi třicet.